# فرانك دبليو. بنسون
فرانك دبليو. بنسون (بالإنجليزية: Frank W. Benson)‏ هو محامي وسياسي أمريكي، ولد في 20 مارس 1858 في سان خوسيه في الولايات المتحدة، وتوفي في 14 أبريل 1911 في ريدلاندس في الولايات المتحدة. حزبياً، نشط في الحزب الجمهوري. وقد انتخب حاكم ولاية أوريغون ‏ (1 مارس 1909 – 11 يناير 1911).